# Dingolfing
Dingolfing (in bavarese Dinglfing) è un comune tedesco situato nel land della Baviera.